# Канюра Олександр Андрійович
Олександр Андрійович Каню́ра (народився 10 вересня 1961 в селі Лісовичі Таращанського району Київської області) — український лікар, науковець, громадський діяч і політик. Доктор медичних наук. Професор кафедри ортодонтії та пропедевтики ортопедичної стоматології, проректор з науково-педагогічної та лікувальної роботи Національного медичного університету імені О. О. Богомольця, Заслужений лікар України.

## Життєпис
В 1983 році закінчив Київське медичне училище № 2, за спеціальністю «фельдшер», працював у Таращанській районній санітарно-епідеміологічній станції помічником санітарного лікаря з комунальної гігієни.
У 1983—1985 проходив військову службу в Радянській армії.
В 1992 році закінчив стоматологічний факультет Київського медичного інституту імені О. О. Богомольця (нині Національний медичний університет імені О. О. Богомольця), кваліфікація лікар-стоматолог.
Працював лікарем-стоматологом стоматологічної поліклініки НМУ (1992—1999). З 1999 по 2004 рік — асистент кафедри ортодонтії та пропедевтики ортопедичної стоматології.
У 2004 році захистив кандидатську дисертацію на тему «Особливості лікування вестибулярного положення іклів у віковому аспекті», у якій основними напрямками досліджень було визначення розповсюдженості цієї патології, а також запропоновано декілька нових ортодонтичних апаратів і методик її лікування.
Заступник декана стоматологічного факультету (2004—2012), учений секретар Вченої ради стоматологічного факультету (2004—2014), доцент кафедри ортодонтії (2005—2014).
У 2009 році закінчив Східно-Європейський університет економіки і менеджменту, кваліфікація менеджер-економіст.
У 2012 році захистив докторську дисертацію на тему «Оптимізація системи стоматологічного забезпечення військовозобов'язаних запасу та військового резерву ЗСУ України на особливий період», під час написання якої були вивчені питання ранньої діагностики та профілактики дисфункціональних станів скронево-нижньощелепного суглоба, поширеності дефектів зубних рядів та факторів ризику розвитку дисфункції СНЩС у військовозобов‘язаних мобілізаційного резерву. Було запропоновано методику організації надання стоматологічної допомоги населенню України та нову систему стоматологічного забезпечення військовозобов'язаних запасу та військового резерву Збройних Сил України.
З 2015 року — професор кафедри ортодонтії та пропедевтики ортопедичної стоматології.
Під керівництвом Олександра Канюри виконано дві докторські дисертації (зі спеціальностей 14.01.22-стоматологія та 14.02.03-соціальна медицина) та три дисертації на здобуття ступеня Доктора філософії (PhD) (2 - зі спеціальності 221-стоматологія та одна зі спеціальності 011-освітні/педагогічні науки).
З вересня 2018 року — проректор з науково-педагогічної та лікувальної роботи Національного медичного університету імені О. О. Богомольця. Член Вченої ради стоматологічного факультету НМУ ім. О.О. Богомольця, член медичної ради Стоматологічного медичного центру НМУ ім. О.О. Богомольця, голова Вченої ради НМУ по захисту докторських дисертацій за спеціальністю «Стоматологія» НМУ  імені О. О. Богомольця.
Має двох синів — Івана і Сергія.

## Громадсько-політична діяльність

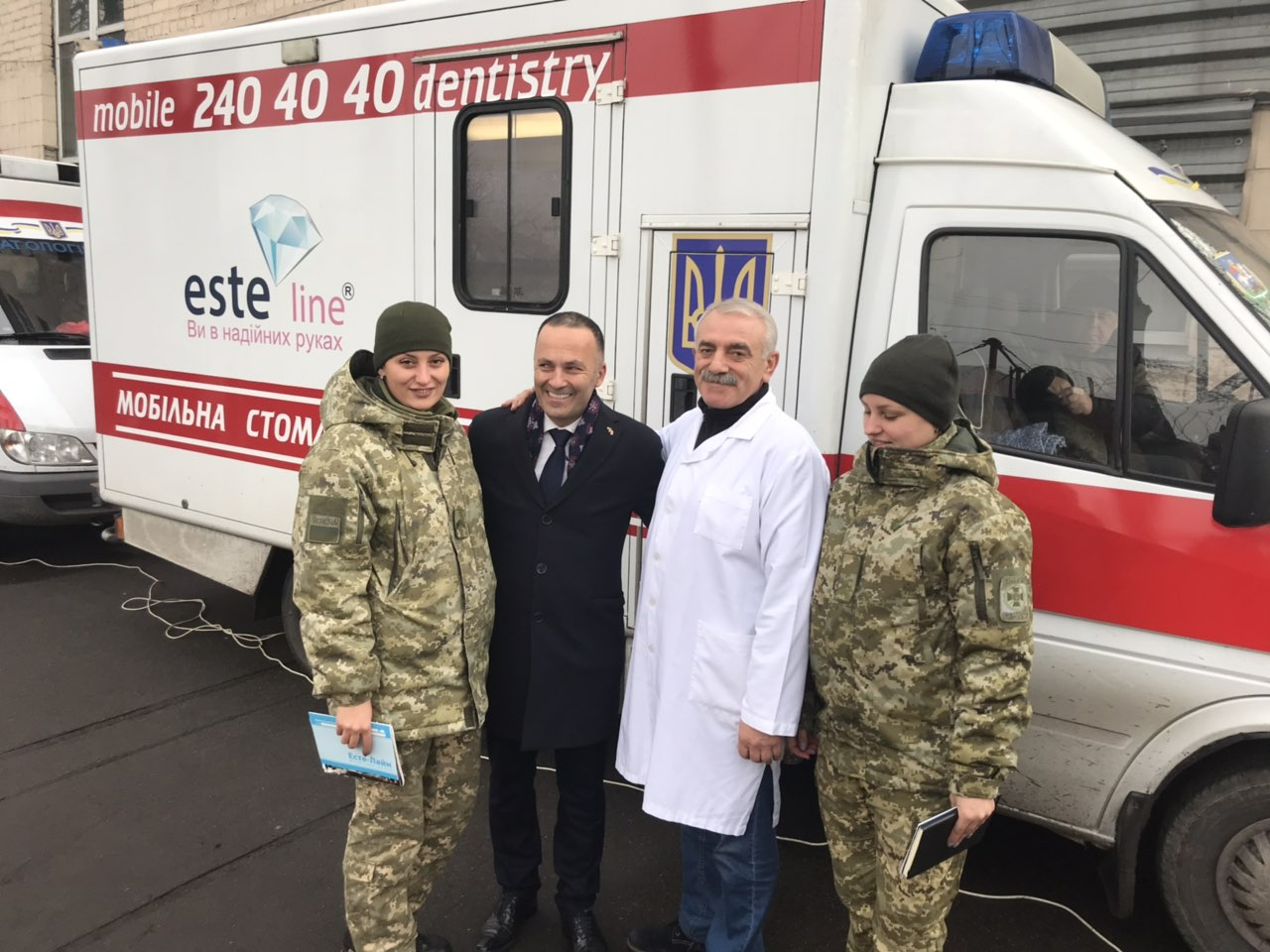
Олександр Канюра в зоні проведення Операції об'єднаних сил, грудень 2018

Учасник численних волонтерських місій в зону АТО/ООС.
Є співзасновником Української асоціації стоматологічної освіти, академіком Української академії наук, дійсним членом Асоціації ортодонтів України, Асоціації стоматологів України.
Обирався депутатом VI скликання Київської обласної ради (2010—2015).

## Основні праці
Має понад 120 наукових праць та 9 патентів на винахід.
Є співавтором:
- підручника «Основні напрямки реформування дитячої стоматологічної служби»,
- підручника «Пропедевтика ортопедической стоматологии»,
- збірника «Загальних нормативно-правових положень з ортопедичної стоматології і зубопротезного виробництва»,
- українсько-російсько-англійського словника стоматологічних термінів.
- науково-практичного видання «Милосердя та Благодійність на теренах України»

## Відзнаки
Нагороджений:
- медаллю «За працю та звитягу в медицині» (2011),
- орденом «Посох Асклепія» (2014),
- орденом «За бездоганну медичну службу» (2015),
- почесною грамотою Верховної Ради України (2018, за особливі заслуги перед Українським народом),
- нагрудним знаком «Знак пошани» Київської міської адміністрації (2019),
- орденом «За заслуги» ІІІ ступеня (2019)[4],
- почесною грамотою Кабінету Міністрів України (2023, за вагомий особистий внесок у забезпечення розбудови сфери охорони здоров'я, сумлінну працю та високий професіоналізм).

## Галерея
В зоні проведення Операції об'єднаних сил, грудень 2018:

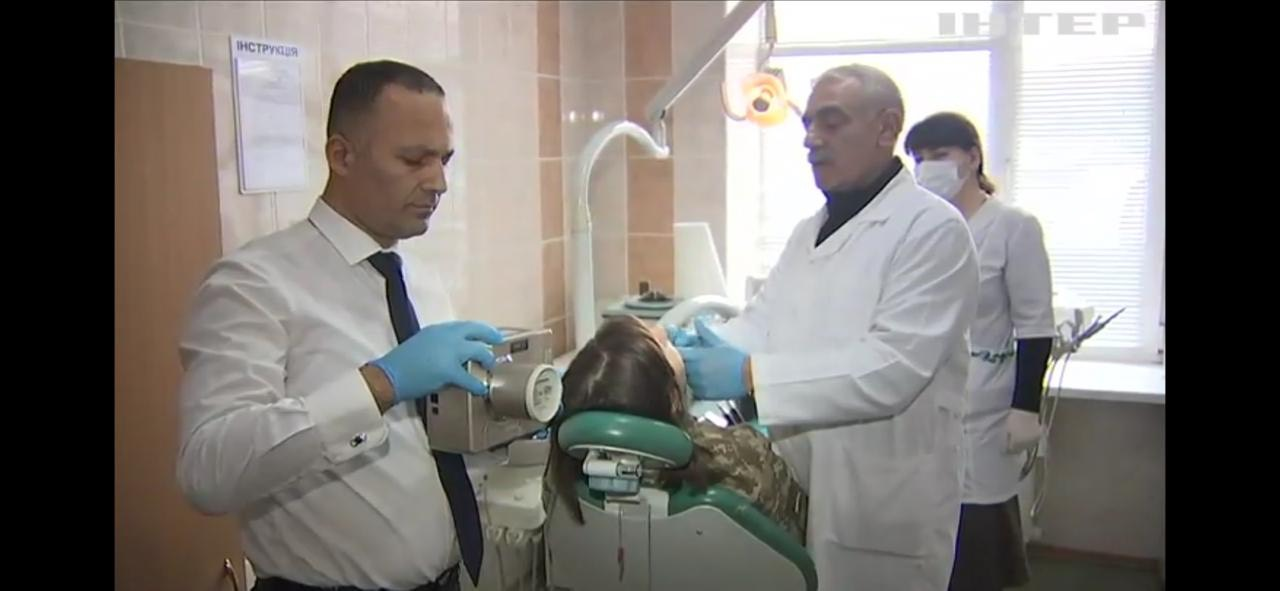
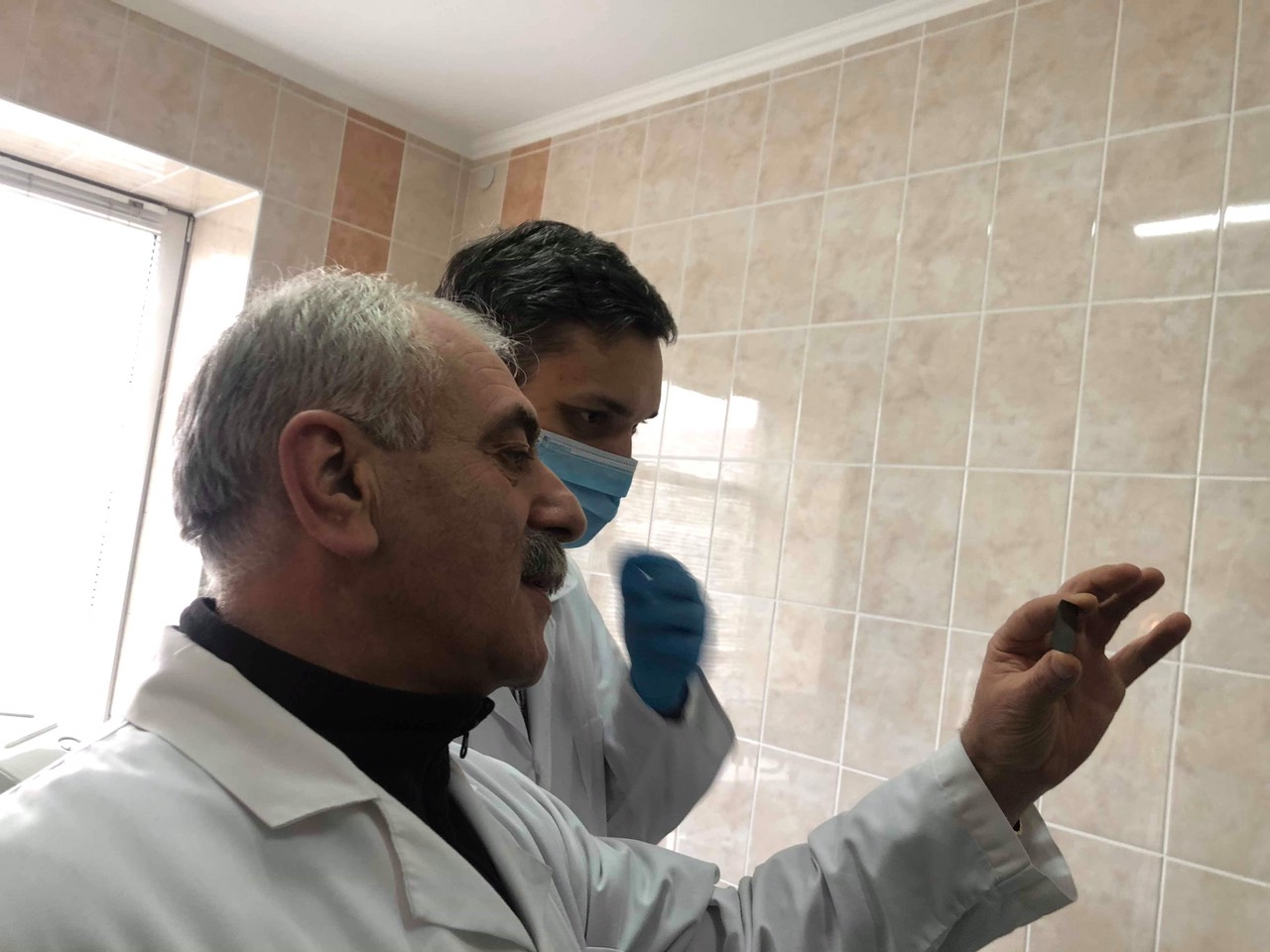
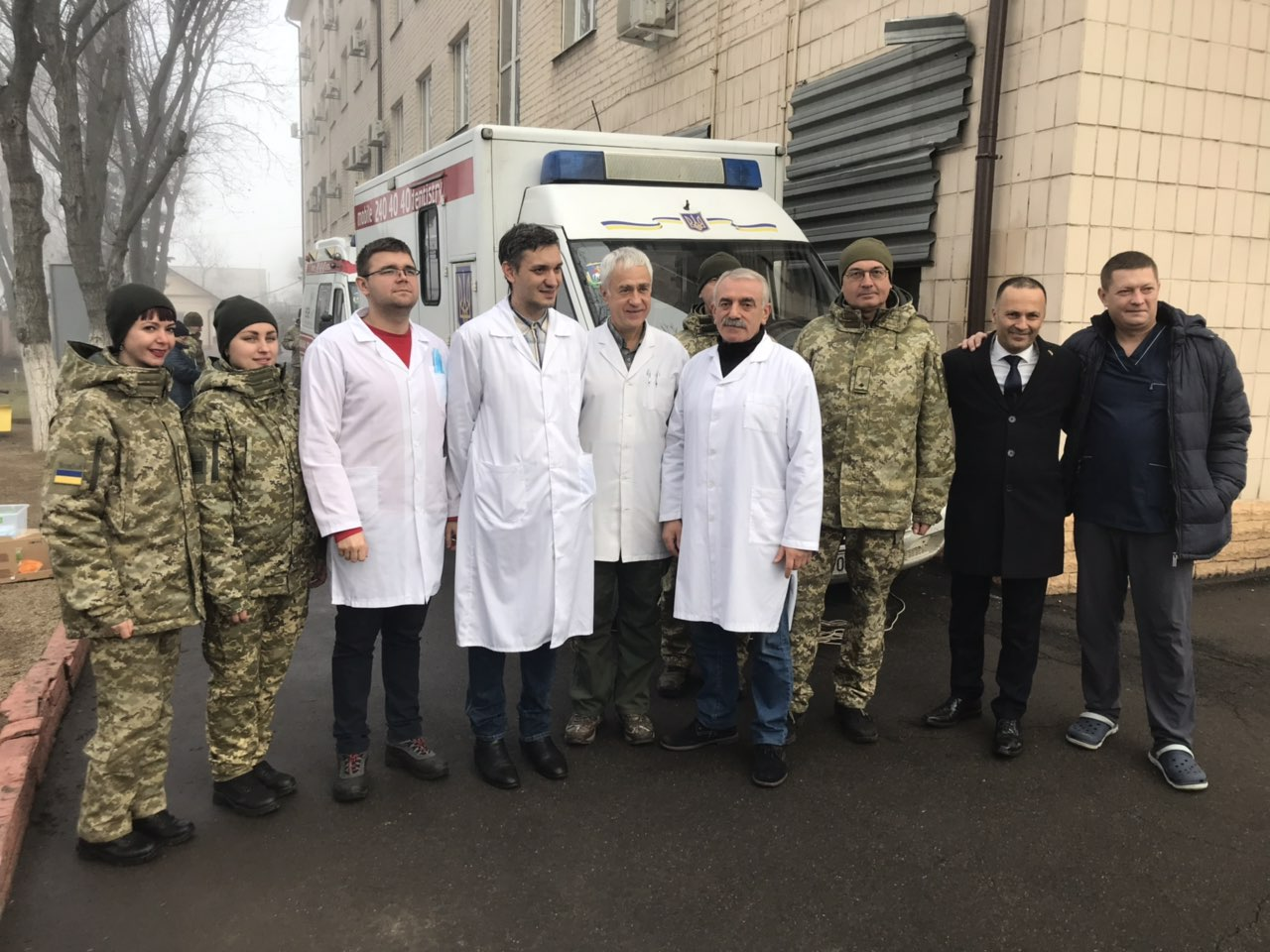